# 傑維亞季布拉托韋
50°13′2″N 35°19′10″E / 50.21722°N 35.31944°E
德夫亞蒂布拉托韋（烏克蘭語：Дев'ятибратове）是位於烏克蘭東部的村莊，由哈爾科夫州博霍杜希夫區的博霍杜希夫市鎮負責管轄。該村始建於1800年，面積0.23平方公里，海拔高度168米，2001年人口39，人口密度每平方公里170人。